# Jája Silva
Jandir Breno Souza Silva, meglio noto come Jája Silva (Carandaí, 12 novembre 1998), è un calciatore brasiliano, attaccante dell Goiás.

## Carriera
Ha iniziato a giocare nelle serie minori del campionato brasiliano; il 10 agosto 2021 si trasferisce al Botoșani, formazione della massima serie rumena.

## Statistiche

### Presenze e reti nei club
Statistiche aggiornate al 27 maggio 2022.
| Stagione        | Squadra         | Campionato      | Campionato | Campionato | Coppe nazionali | Coppe nazionali | Coppe nazionali | Coppe continentali | Coppe continentali | Coppe continentali | Altre coppe | Altre coppe | Altre coppe | Totale | Totale |
| Stagione        | Squadra         | Comp            | Pres       | Reti       | Comp            | Pres            | Reti            | Comp               | Pres               | Reti               | Comp        | Pres        | Reti        | Pres   | Reti   |
| --------------- | --------------- | --------------- | ---------- | ---------- | --------------- | --------------- | --------------- | ------------------ | ------------------ | ------------------ | ----------- | ----------- | ----------- | ------ | ------ |
| 2019            | Goytacaz        | A/RJ            | 3          | 1          |                 | -               | -               |                    | -                  | -                  |             | -           | -           | 3      | 1      |
| 2019            | Boavista-RJ     | D               | 1          | 0          | CB              | -               | -               |                    | -                  | -                  |             | -           | -           | 1      | 0      |
| 2020            | Criciúma        | PD/SC+C         | 11+4       | 1+0        | CB              | 1               | 0               |                    | -                  | -                  |             | -           | -           | 16     | 1      |
| 2021            | Sampaio Corrêa  | B               | 8          | 0          | CB              | 1               | 0               |                    | -                  | -                  | CdN         | 7           | 0           | 16     | 0      |
| 2021-2022       | Botoșani        | L1              | 18+9       | 2+3        | CR              | 0               | 0               |                    | -                  | -                  |             | -           | -           | 27     | 5      |
| Totale carriera | Totale carriera | Totale carriera | 54         | 7          |                 | 2               | 0               |                    | -                  | -                  |             | 7           | 0           | 63     | 7      |

## Palmarès

### Club

#### Competizioni statali
- Campionato Maranhense: 1

Sampaio Corrêa: 2021